# Fattarklove

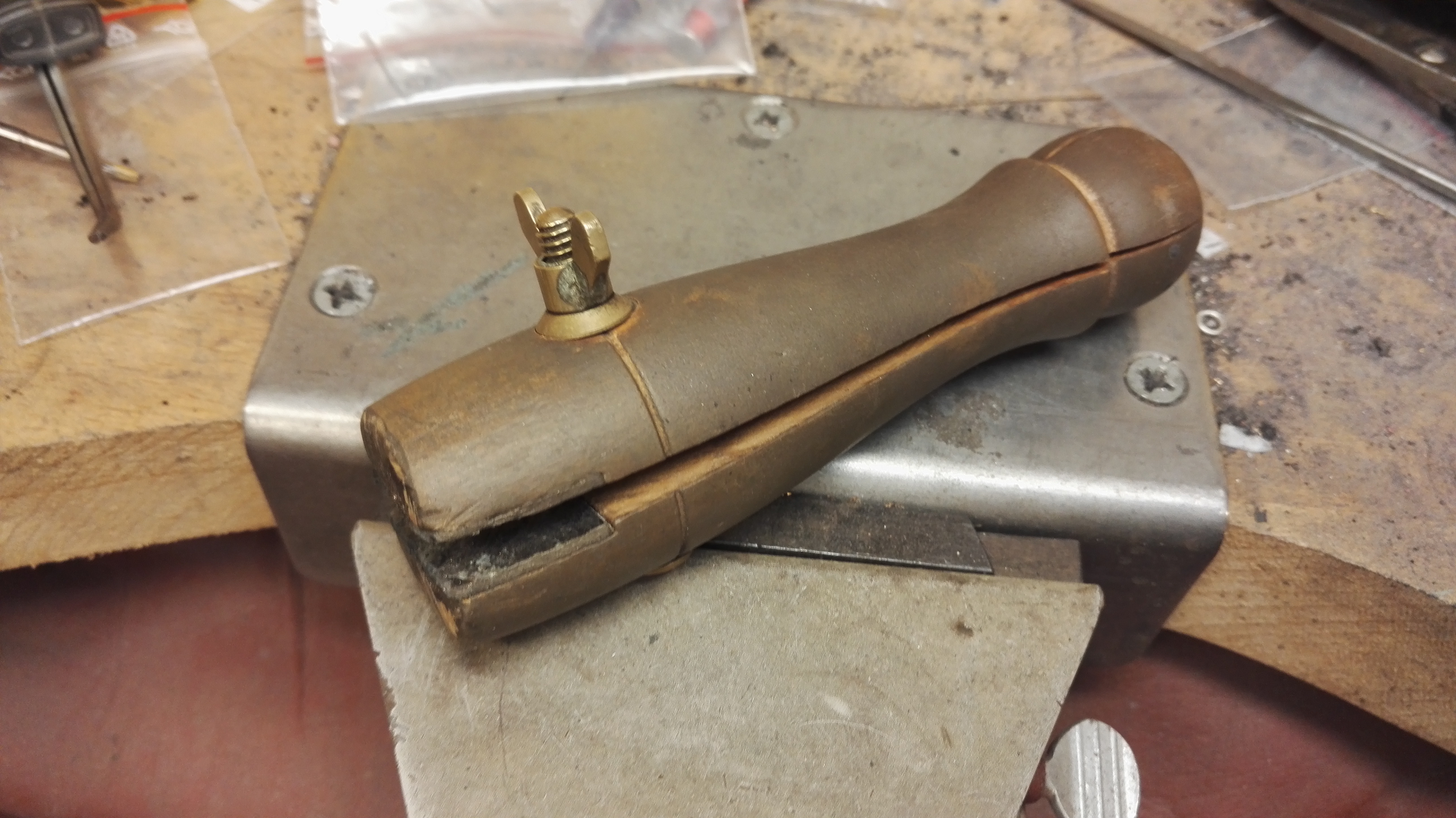
Fattarklove med raka käftar och vingmutter.

En fattarklove används bland annat av en guldsmed vid till exempel ädelstensfattning, polering eller filning av föremål för att bättre hålla fast det genom att det ger ökat stöd och stabilitet vid bearbetningen.
Fattarkloven är vanligtvis tillverkad av trä och käftarna är oftast fodrade med läder på insidan för att skydda föremålet mot repor när det är fastkilat eller fastspänt.
Käftarna är reglerbara med hjälp av en träkil som kläms in i valfri ände eller med hjälp av en skruv och en vingmutter eller vred. Om fattarkloven har en skruvmekanism kan föremålet spännas in i endast en ände.
Ändarna kan vara är rakt skurna eller runda för bättre anpassning efter det föremål som skall hållas fast. I stort sett alla guldsmeder använder någon version av verktyget dagligen i sitt arbete.